# Căn cứ quân sự

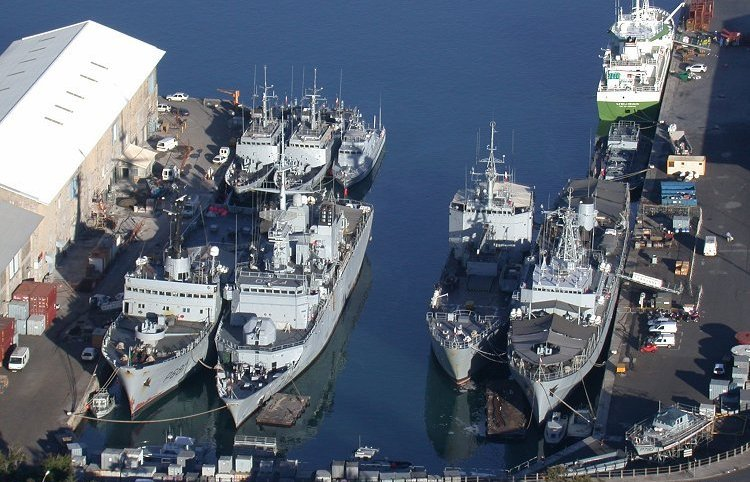
Tàu của Hải quân Pháp tại một căn cứ ở Réunion

Căn cứ quân sự là cơ sở trực tiếp sở hữu và vận hành bởi hoặc cho quân đội, hay là một chi nhánh của nơi trú ẩn của nhân viên quân đội và các thiết bị quân sự, và tạo điều kiện cho việc đào tạo quân lính và các hoạt động quân sự khác.
Nói chung, một căn cứ quân sự là nơi cung cấp chỗ ở cho một hoặc nhiều binh đoàn, nhưng nó cũng có thể được dùng như một trung tâm chỉ huy, một cơ sở đào tạo binh sĩ, hoặc một trụ sở thử nghiệm các kỹ thuật hay chiến thuật quân sự. Trong nhiều trường hợp, một căn cứ quân sự dựa vào một số trợ giúp khác để hoạt động. Tuy nhiên, một số các căn cứ liên hợp có thể tồn tại một mình trong một thời gian dài, bởi vì chúng có thể cung cấp thức ăn, nước uống và những cần thiết khác cho người dân cư trú ở đó trong khi bị bao vây trong tình trạng chiến tranh.
Căn cứ quân sự thường đặt ở vị trí án ngữ quan trọng về mặt an ninh hoặc vị trí chiến lược cho hoạt động tấn công. Nhiều căn cứ quân sự nằm trong một hệ thống kết nối trải dài trong một khu vực rộng lớn, và hoạt động phối hợp cùng nhau.
Hoa Kỳ là quốc gia có căn cứ quân sự đặt bên ngoài lãnh thổ nhiều nhất thế giới.

## Tư cách pháp lý

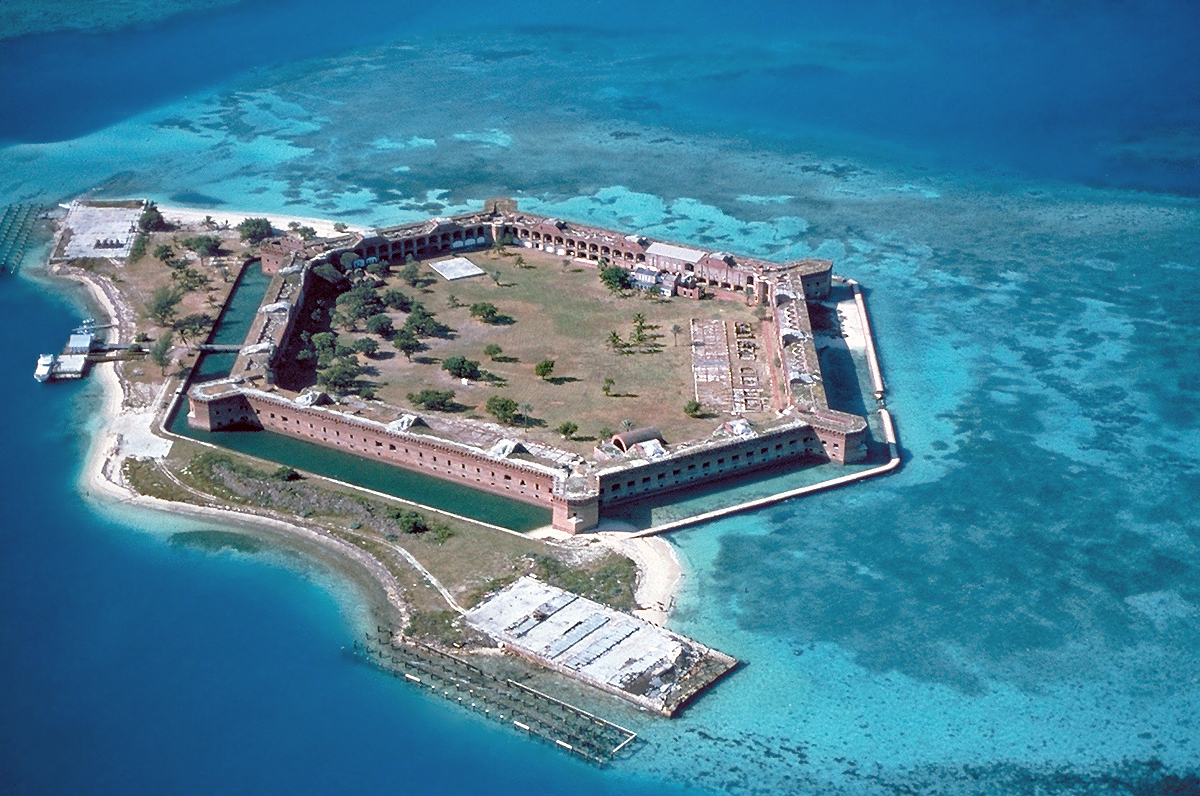
Fort Jefferson ở Florida, Hoa Kỳ là một ví dụ về một căn cứ quân sự mặc dù không đặc biệt về kích thước hoặc bố trí. Fort Jefferson là không còn được sử dụng và hiện đang là một phần của Công viên Quốc gia Dry Tortugas.

Các căn cứ quân đội thường có các nội quy, quy định riêng không theo pháp luật dân sự. Chúng có thể là những đồn nhỏ hay là những thành phố quân đội chứa tới 100 ngàn người. Một số căn cứ quân đội thuộc một quốc gia khác hơn là nước mà có lãnh thổ bao quanh chúng. Nhiều loại căn cứ của riêng các loại quân chủng như không quân thì thường có thêm đường băng như một sân bay quân sự, hải quân thì có thêm cầu cảng, thường nằm gần hoặc ngay bờ biển để dễ dàng đón tiếp tàu thuyền,...

## Phân loại
Có những từ ngữ riêng được dùng để phân loại hình thức hoạt động quân sự diễn ra ở căn cứ. Chúng gồm những loại căn cứ như sau:
- Kho vũ khí (bao gồm các kho bom, đạn,...)
- Sân bay quân sự
- Cảng quân sự
- Trung tâm chỉ huy
- Doanh trại Không quân
- Doanh trại Hải quân
- Doanh trại Lục quân
- Kho lương thực
- Kho máy bay (chứa các máy bay để dành cho chiến trận)
- Doanh trại huấn luyện
- Khu phi quân sự
- Không Quân Vũ trụ